# Mamistra
Mamistra o Mopsuestia (in greco antico: Μαμίστρα o Μοψουεστία?, lett. "Focolare di Mopso", in siriaco Maṣīṣtā, in armeno Msis?, in turco Misis, oggi Tkish) è una città antica della Cilicia Campestris (successivamente Cilicia Secunda) sul fiume Piramo (Πύραμος Pyramos in greco, Pyramus in latino, Jayḥān in arabo, Jihun o Ceyhan in turco).
La città si trova circa 20 km ad est dell'attuale Adana (allora chiamata Antiochia in Cilicia) nella provincia di Adana, Turchia.

## Storia

### Antichità

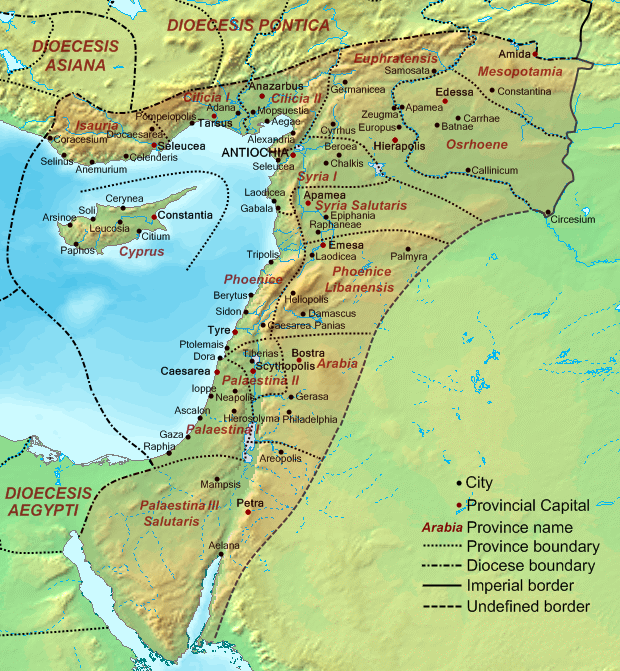
Mappa della diocesi d'Oriente nel 400: Mopsuestia faceva parte della Cilicia Secunda

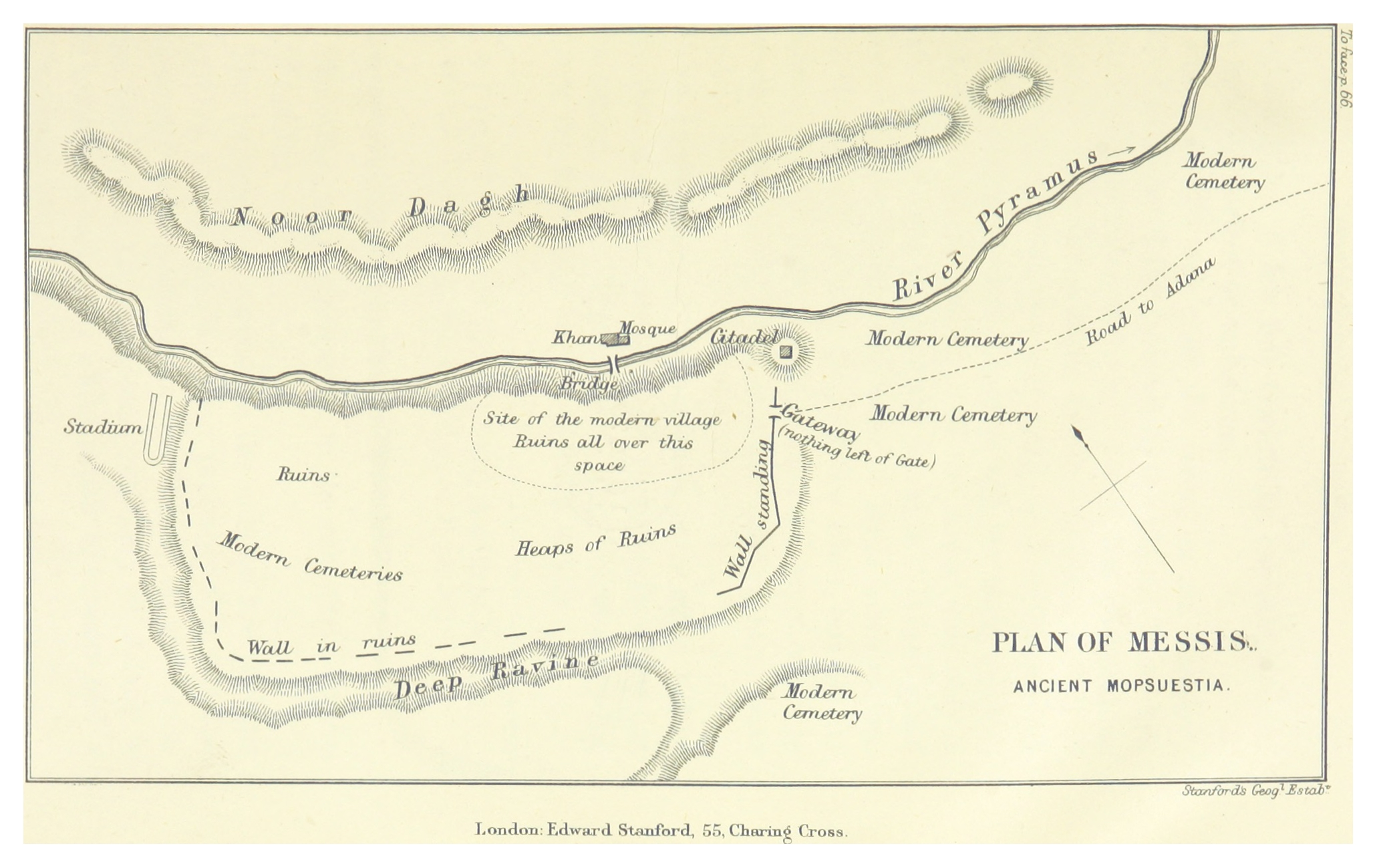
Mappa di Mopsuestia

La tradizione vuole che ad aver fondato questa città sia stato l'indovino Mopso, prima della guerra di Troia, anche se la città fu scarsamente menzionata prima dell'era cristiana. Gaio Plinio Secondo la denomina "la città libera di Mopso" (Hist. Nat. l. V, 22), ma il nome originale è Mopsuestia, come afferma Stefano di Bisanzio e tutti i geografi e i cronisti cristiani. Sotto la dominazione seleucide, la città prese il nome di Seleucia sul Piramo (dal greco: Σελεύκεια πρὸς τὸν Πύραμον, che può essere traslitterato come Seleukeia pros ton Pyramon; in latino: Seleucia ad Pyramum. Questi nomi furono dati prima della conquista romana quando, sotto Adriano, la città venne denominata Adriana, sotto Decio Decia, ecc., come sappiamo dalle iscrizioni e dalle monete della città. Costantino II costruì nella città un magnifico (così denominato dai contemporanei) ponte sul Piramo, in seguito restaurato da Giustiniano I.

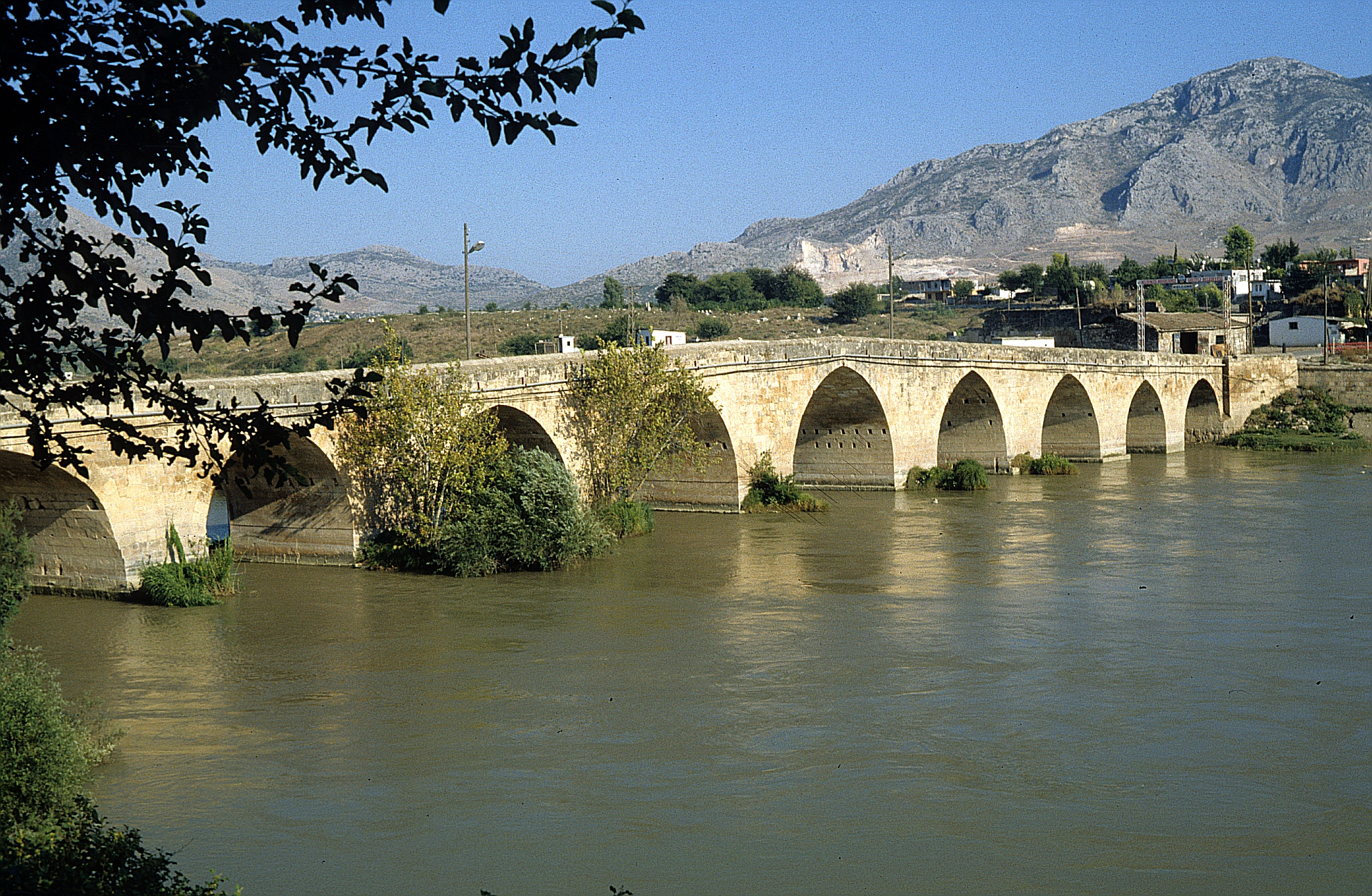
Ponte romano sul fiume Piramo (oggi Ceyhan o Jihun)

Nel 95 a.C. il sovrano seleucide Seleuco VI vi insediò la propria corte. La vita lussuosa e costosa della corte di Seleuco non era tollerabile dalla popolazione locale, già afflitta dai pirati; il sovrano aggravò ulteriormente le difficoltà dei suoi sudditi imponendo una leva volta a fornirgli un nuovo esercito. Scoppiò allora una rivolta e Seleuco fu obbligato a rifugiarsi nell'ippodromo, che pare sia stato bruciato con il sovrano e i suoi uomini dentro.
La città fu inclusa nella diocesi d'Oriente, nella provincia di Cilicia II, in occasione della riforma di Diocleziano.

### Medioevo
Gli Arabi conquistarono nel 637 la città (da essi chiamata al-Massisa/al-Maṣṣīṣah) grazie ad Abū ‘Ubayda ibn al-Jarrāḥ oppure grazie a Maysara b. Masrūkh.
Dopo aver riunificato il suo Califfato, l'omayyade ‘Abd al-Malik riprese il controllo della città che il basileus Costantino IV Pogonato aveva riconquistato nel 685. Nel 703 il figlio di ‘Abd al-Malik, ‘Abd Allah, ricostruì la sua cittadella.
La città fu riconquistat dai Bizantini, dopo un lungo assedio condotto nel 965 da Niceforo II Foca. In questo periodo Mamistra era una popolosa città portuale.
Nel 1097 passò in mano ai Crociati. Nel XII secolo fu contesa con alterne vicende tra Crociati, Bizantini e Armeni, finché rimase stabilmente sotto il controllo di questi ultimi, fino al XIV secolo (Regno armeno di Cilicia). Successivamente la città passò in mano dei Mamelucchi e poi degli Ottomani, subendo un rapido declino.

### Storia recente

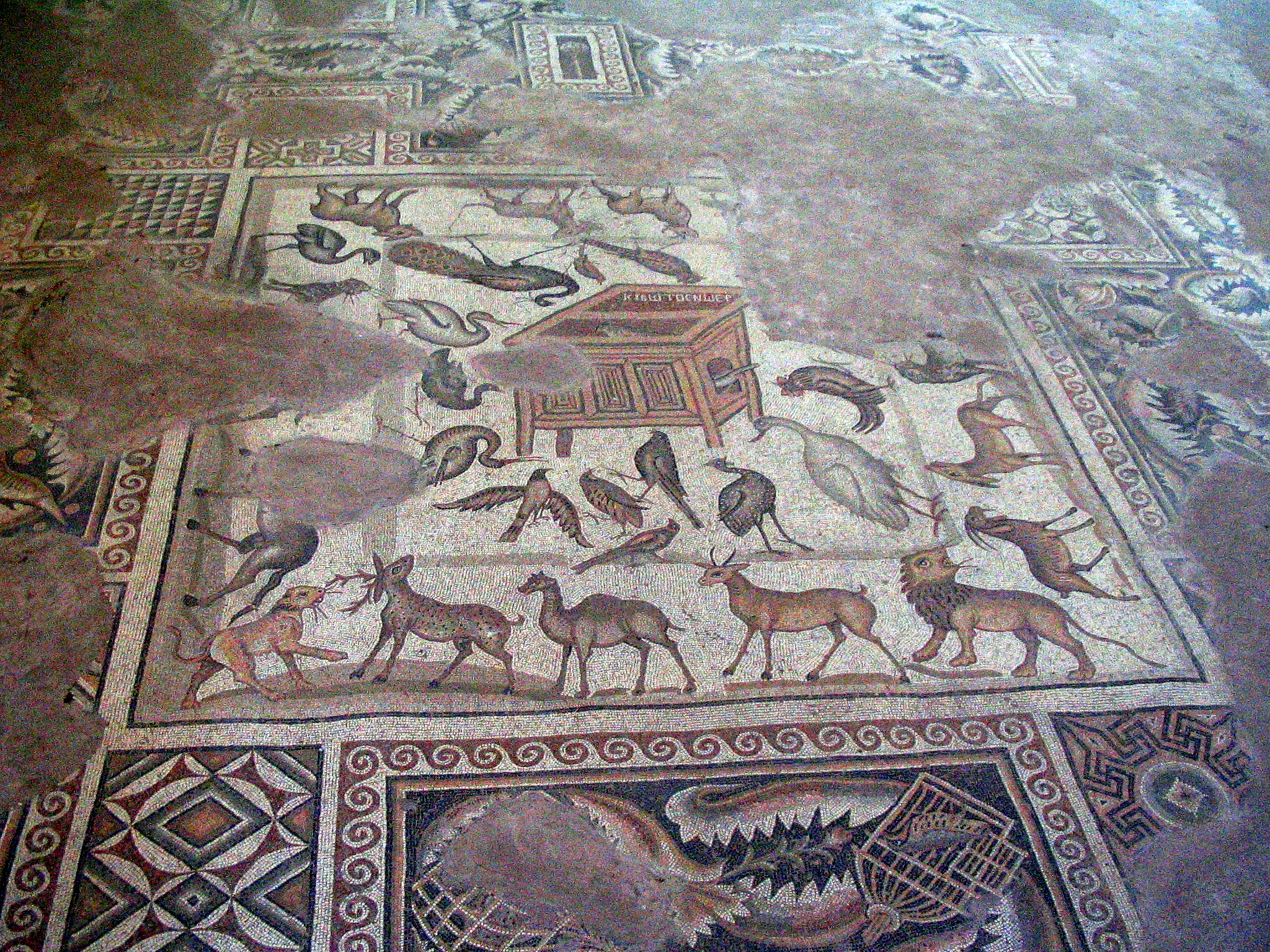
Mosaico dell'Arca di Noè nel Museo dei Mosaici di Misis-Adana

Oggi rimane un piccolo borgo (Misis) e un museo dedicato particolarmente ai mosaici.